# Pully Lausanne Foxes
Maillots
Pully Lausanne Foxes, anciennement Pully Basket, est un club suisse de basket-ball résultant de la fusion entre les clubs Pully Basket et BBC Lausanne. Le club est actif dans l'agglomération lausannoise. 
Le club possède une équipe jouant en LNB, ainsi qu'un des plus grands mouvement jeunesse de Suisse.

## Historique

Ancien logo du Pully Basket.

- 1951 : le club de Pully est fondé le 4 décembre 1951[3], date de la première assemblée. Les premières couleurs du club sont le vert pour le maillot, le rouge pour les cuissettes.
- 1962 : vainqueur de la coupe vaudoise en 1962, le club monte en LNB, deuxième niveau en championnat de Suisse. Le club compte 72 membres : 38 séniors et 34 juniors.
- 1967 : après une saison remarquable, Pully est promu en LNA et défile dans les rues de sa ville le dimanche 25 juin, puis il est accueilli par la municipalité.
- 1968 : Pully se classe quatrième du championnat LNA, et le club compte 88 membres, dont 47 juniors, ce qui en fait le premier club de Suisse par le nombre de membres.
- 1972 : après le départ de plusieurs joueurs d'expérience, le Pully basket redescend en LNB, après une saison avec 18 matchs et 0 points.
- 1975-1982 : le Pully basket gagne le titre de champion Suisse de LNB, il remonte en LNA. Pendant ces 7 années, le club sera quatre fois champion suisse, et gagnera cinq fois la coupe de suisse. Il participera notamment à la coupe Korac et à la coupe d'Europe, avec, lors de cette dernière, une victoire contre le Macabi Tel-Aviv.
- 1982 : un nouvel entraîneur est nommé : Gary Lawrence. C'est un ancien joueur qui a joué avec le club lors de son accession à l'élite Suisse. Pendant cette année, Le Pully basket joue la coupe Korac contre les Luxembourgeois du Sparta Bertrange et les Yougoslaves du KK Zadar.
- 1986 : Pully est champion Suisse.
- 1989 : premier doublé coupe et championnat Suisse.
- 1990 : deuxième doublé coupe et championnat Suisse, le Pully basket joue en coupe d'Europe contre le Macabi Tel-Aviv. Il gagne ce match 95-92 contre l'une des meilleures équipes du continent.
- 1991 : vainqueur de la coupe Suisse.
- 1992 : de nouveau vainqueur de la coupe Suisse.
- 1997 : finaliste de la coupe Suisse.
- 1998 : le club est relégué en LNB, et a des difficultés financières.
- 1998-1999 : le club change sa ligne de conduite et décide de réformes financières et de réorganiser le mouvement jeunesse.
- 2017 : fusion du club avec le BBC Lausanne. Le club est renommé Pully Lausanne Foxes[4].

## Palmarès
- Champion de Suisse : 1986, 1987, 1989, 1990
- Vainqueur de la Coupe de Suisse : 1988, 1989, 1990, 1991, 1992

### Joueurs emblématiques du club des années 1980-1990
Gary Lawrence a été joueur durant trois saisons, de 1974 à 1977, et entraîneur de 1982 à 1993 durant onze saisons consécutives. Comme entraîneur, il a fêté 294 victoires contre 113 défaites. De ces années à la tête du club, il déclare en 1993 peu avant son départ : « les joueurs qui m'ont le plus impressionné sont incontestablement David Brown, Mike Stockalper et Kevin Holmes qui ont contribué à écrire les pages les plus glorieuses de l'histoire du club. La saison du premier doublé (1988-89) fut particulièrement marquante à cet égard, bien qu'elle se soit accompagnée d'une grosse déception en coupe d'Europe d'Athènes, où nous avons été volé d'une manière que je ne croyais pas possible dans le sport ». Ce tournoi dont il fait allusion avait eu lieu en novembre 1988 lors du match retour du deuxième tour préliminaire de la Coupe des coupes entre AEK Athènes et Pully. Vainqueur 113-100 au match aller, Pully a été battu 73-55 à Athènes. Des agressions de joueurs par des supporters d'avant-match et un arbitrage contestable avaient émaillé la rencontre,,.
Le président du club et mécène Marc-Edourad Landolt et René "Rico" Perriard ont fait venir des États-Unis ou engagé dans d'autres clubs suisses plusieurs joueurs qui ont contribué à placer Pully-Basket à la tête du classement durant les années 1980-1990, comme David Brown, Kevin Holmes, Vince Reynolds, Mike Stockalper et Dan Stockalper (spécialiste des tirs à trois points). Les cousins Stockalper sont tous deux nés à San Diego, mais ont des origines suisses de par leur grand-père, originaire du Haut-Valais, qui avait quitté la Suisse en 1922 pour tenter sa chance aux États-Unis. Micha Kresovic a également marqué le club, d'abord comme joueur, puis entraîneur adjoint de Gary Lawrence et pour finir entraîneur. D'autres joueurs ont aussi participé à la renommée du club durant ces années fastes, notamment Thierry Girod et  Michel Luginbühl à la défense. Michel Alt, Willie Jackson et Christof Ruckstuhl ont quant à eux fait leur entrée au club lors de la saison 1989-1990.

## Entraîneurs successifs
- 2000-2003 : Milan Mrkonjic
- 2003-2004 : Roland Bandi
- 2004-2005 : Miodrag Marjanovic, dès mars Olivier Swysen
- 2005-2006 : Olivier Swysen, dès mars Patrick Macazaga
- 2006-2007 : Alain Maissen - StéphaneJung
- 2007-2008 : Michel Pasche
- 2008-2009 : Roland Bandi
- 2009-2013 : Paolo Povia
- 2013-2014 : Milan Mrkonjic
- 2014-2017 : Sébastien Fragnière
- 2017- : Randoald Dessarzin (LNA) et Ebara Malcolm (LNB)
- 2018- : Randoald Dessarzin (LNA) et Eric Bally (LNB)

## Effectif LNA
L'effectif LNA pour la saison 2024-2025 est composée des joueurs suivants :
| #  | Nom                   | Année de naissance | Origine                | Taille | Poste                   |
| -- | --------------------- | ------------------ | ---------------------- | ------ | ----------------------- |
| 2  | Elijah Dessarzin      | 2005               | Drapeau de la Suisse   | 180cm  | Meneur, Arrière         |
| 3  | Randy Morin           | 2003               | Drapeau de la Suisse   | 194cm  | Arrière, Ailier         |
| 4  | Dequan Morris         | 1999               | Drapeau des États-Unis | 192cm  | Meneur, Arrière, Ailier |
| 6  | Andrés Rodriguez      | 1988               | Drapeau de la Suisse   | 193cm  | Arrière, Ailier         |
| 7  | Jamal George          | 2002               | Drapeau de la Suisse   | 194cm  | Meneur, Arrière         |
| 8  | Mike Bradeley Ningata | 2004               | Drapeau de la France   | 188cm  | Meneur, Arrière         |
| 10 | Florian Steinmann     | 1991               | Drapeau de la Suisse   | 197cm  | Meneur, Arrière, Ailier |
| 11 | Kyle Oliveira Silva   | 2000               | Drapeau de la Suisse   | 195cm  | Ailier                  |
| 12 | Michael Marsh         | 1999               | Drapeau des États-Unis | 208cm  | Pivot                   |
| 15 | Léo Pariat            | 2008               | Drapeau de la Suisse   | 184cm  | Meneur, Arrière         |
| 22 | Leandro Gysel         | 2005               | Drapeau de la Suisse   | 185cm  | Meneur, Arrière         |
| 27 | Bryan Colon           | 1992               | Drapeau de la Suisse   | 181cm  | Meneur, Arrière         |
| 33 | Léo O'Boyle           | 2000               | Drapeau des États-Unis | 201cm  | Ailier                  |
| 44 | Dayne Prim            | 2001               | Drapeau des États-Unis | 198cm  | Ailier, Pivot           |
| 77 | Gaëtan Armenti        | 2005               | Drapeau de la Suisse   | 200cm  | Ailier                  |

L'équipe est entraînée par Randoald Dessarzin, qui est assisté par Luigi Scorrano et Besserat Temeslo

## Effectif LNB
L'effectif LNB pour la saison 2017-2018 est composée des joueurs suivants:
| #  | Nom                         | Date de Naissance | Origine                              | Taille |
| -- | --------------------------- | ----------------- | ------------------------------------ | ------ |
| 1  | Hoxha Arben                 | 28.05.1994        | Drapeau de la Suisse                 | 182cm  |
| 3  | Silva Oliveira Kyle         | 18.07.2000        | Drapeau de la Suisse                 | 190cm  |
| 4  | Rothrock Jonas              | 12.09.1996        | Drapeau de la Suisse                 | 182cm  |
| 5  | Marrero De Juan             | 14.06.1993        | Drapeau de la République dominicaine | 198cm  |
| 6  | Rodrigues Rocha Mateus      | 04.02.1999        | Drapeau de la Suisse                 | 182cm  |
| 7  | Lahache Kim                 | 21.09.1995        | Drapeau de la Suisse                 | 180cm  |
| 8  | Falk Tanguy                 | 27.02.2000        | Drapeau de la Suisse                 | 187cm  |
| 9  | Weldai Yonatan              | 05.12.1996        | Drapeau de la Suisse                 | 189cm  |
| 11 | N'Deurbelaou Nodjii         | 31.10.1996        | Drapeau de la Suisse                 | 183cm  |
| 12 | Benkley Tyler               | 11.02.1997        | Drapeau de la Suisse                 | 179cm  |
| 13 | Vannay Titouan              | 26.08.1999        | Drapeau de la Suisse                 | 190cm  |
| 14 | Ducrey Arnaud               | 03.10.1997        | Drapeau de la Suisse                 | 187cm  |
| 15 | Mobilia Stefano             | 15.08.2000        | ,                                    | 195cm  |
| 21 | Notari Lionel               | 19.12.1994        | Drapeau de la Suisse                 | 191cm  |
| 22 | Del Rosario Gutierrez Jason | 20.05.1996        | Drapeau de la République dominicaine | 196cm  |
|    | Lahache Kevin               | 21.09.1995        | Drapeau de la Suisse                 | 177cm  |
|    | Rothrock Jannik             | 20.09.2000        | Drapeau de la Suisse                 | 167cm  |
|    | Rothrock Jeremy             | 19.09.1997        | Drapeau de la Suisse                 | 175cm  |

L'équipe est entraînée par Ebara Malcolm.